# Джеймс, Рассел
Рассел Джеймс (англ. Russell James; род. в 1962 году в Перте) – австралийский фэшн, бьюти и селебрити-фотограф.

## Биография
Рассел родился в Западной Австралии и провёл большую часть своего детства, переезжая из города в город из-за своего отца, представителя рабочего класса. Бросив школу в 14 лет, Рассел устроился на свою первую работу на фабрику по производству мусорных баков. Позднее Джеймс перебивался случайными заработками, чтобы свести концы с концами, прежде чем стать офицером полиции, что продлилось несколько лет. После поездки в Японию и Швецию Рассел прибыл в Соединённые Штаты в 1989 году.

## Карьера
Рассел Джеймс наиболее известен своими работами в качестве главного фотографа Victoria's Secret, но его работы были опубликованы в большом количестве журналов, включая Vogue, Sports Illustrated, W, Marie Claire и GQ..   Джеймс работал со многими знаменитостями и моделями, такими как Алессандра Амбросио, Тайра Бэнкс, Жизель Бюндхен, Наоми Кэмпбелл, Каролина Куркова, Адриана Лима, Мишель Алвес, Мариса Миллер, Ана Беатрис Баррос, Хайди Клум, Анджела Линдвалл, Фернанда Мотта, Олучи Онвигба, Миранда Керр, Бехати Принслу, Скарлетт Йоханссон, Эрин Уоссон и Эмберли Уэст.
Рассел также несколько раз появлялся в  шоу «Топ-модель по-американски» и «Топ-модель по-австралийски»  в качестве приглашённого фотографа или судьи.
Рассел Джеймс был одним из двенадцати лауреатов премии Hasselblad Masters Award в 2007 году.
Джеймс также снимает художественные фильмы, музыкальные клипы и телевизионные рекламные ролики для Victoria's Secret и Gillette.

## Личная жизнь
Сегодня Рассел Джеймс проживает в Нью-Йорке. У него трое детей – две дочери и сын. Он считает их источниками своего вдохновения, а себя – счастливым человеком.